# Jan Kacprzak (inżynier)
Jan Kacprzak (ur. 24 czerwca 1943 w Warszawie, zm. 26 kwietnia 2000) – profesor Politechniki Warszawskiej, specjalista z zakresu trakcji elektrycznej, obwodów głównych pojazdów elektrycznych, sterowania napędów trakcyjnych i optymalizacji parametrów jazdy pojazdów elektrycznych.
Studia magisterskie na Wydziale Elektrycznym Politechniki Warszawskiej ukończył w 1966 roku. W 1967 r. został tam zatrudniony na stanowisku asystenta, a w 1973 r. obronił pracę doktorską (promotor: prof. Jan Józef Podoski).
W 1982 r. uzyskał stopień doktora habilitowanego. W latach 1985–1991 piastował stanowisko docenta, następnie w okresie 1991–1999 – profesora nadzwyczajnego. W 1996 r. uzyskał tytuł profesora, a w 2000 r. został mianowany na stanowisko profesora zwyczajnego.
W latach 1986–1996 pełnił funkcję zastępcy dyrektora Instytutu Maszyn Elektrycznych PW, następnie  od 1996 r.- dyrektora. Od 1997 r. był
kierownikiem Zakładu Trakcji Elektrycznej na Wydziale Elektrycznym PW. Jednocześnie, od 1992, pracował na Wydziale Transportu Politechniki Radomskiej.
Był członkiem wielu organizacji naukowych: Sekcji Trakcji Elektrycznej Komitetu Elektrotechniki PAN (od 1984 r.), Sekcji Technicznych Ośrodków Transportu Komitetu Transportu PAN (od 1996 r.), Akademii Transportu Federacji Rosyjskiej (od 1994 r.), Towarzystwa Naukowego Warszawskiego (od 1988 r.), Centralnego Kolegium Sekcji Trakcji Elektrycznej SEP (był przewodniczącym w latach: 1988–1994), Senatu Politechniki Radomskiej (1996–1999). Od 1998 r. przewodniczył Radzie Konsultacyjnej przy Naczelnym Dyrektorze Trakcji i Zaplecza Warsztatowego PKP.
Uczestniczył w komitetach naukowych konferencji: SEMTRAK, ELECTRO (organizowanych przez Uniwersytet w Żylinie), MET – Drives and supply systems for modern electric traction (organizowanej przez Zakład Trakcji Elektrycznej PW).
Pochowany na cmentarzu w Grabowie w Warszawie.